# Iizawa Tadasu

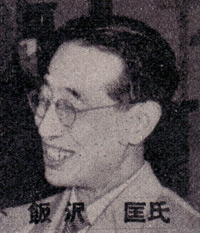
Iizawa Tadasu

Iizawa Tadasu (japanisch 飯澤 匡, eigentlich Izawa Tadasu; geboren 23. Juli 1909 in Wakayama; gestorben 9. Oktober 1994 in Tokio) war ein japanischer Verfasser von Dramen und Essayist.

## Leben und Wirken
Iizawa Tadasu war Sohn des Politikers Izawa Takio (伊澤 多喜男; 1869–1949), Neffe von Izawa Shūji (1851–1917), einem Pädagogen. Bereits am „Bunka Gakuin“ (文化学院), einer Berufsbildenden Schule in Tokio, hatte Iizawa begonnen, an der Theatergruppe „Theatre Comedy“ als Stückeschreiber mitzuarbeiten. Nach seinem Schulabschluss 1933 arbeitete er bei dem Zeitungsverlag Asahi Shimbun. Er wurde verantwortlich für die Magazine „Fujin Asahi“ (布陣朝日) und „Asahi gurafu“ (朝日グラフ). Während dieser Zeit schrieb Iizawa weitere Theaterstücke. Er gewann Anerkennung mit seinem humorvollen Stil, der sich aus der Tradition der Kyōgen ableitete, der lockeren Zwischenspiele im Nō. Während des Zweiten Weltkriegs kritisierte er, als Pazifist, mit Stücken wie „Peking no yūrei“ (北京の幽霊) – „Pekings Gespenster“ (1943) und „Chōyū gassen“ (鳥獣合戦) „Kampf der wilden Tiere“ (1944) die Repressionen der Regierung.
Nach dem Zweiten Weltkrieg etablierte Iizawa sich als gereifter Comedy-Autor in „Konronsan no Hitobito“ (崑崙山の人々) – (1950), mit dem Fernsehstück „Yanbo Ninbo Tonbo“ (ヤン坊ニン坊トン坊) (1954–1956), mit „Nigō“ (二号) – „Nebenfrau“ 1954, für das er den ersten Kishida-Kunio-Preis erhielt. Weitere Stücke sind „Tō“ (塔) – „Der Turm“ (1960), „Gonin no moyono“ (五人のモヨノ) 1967, „Enkū tonsōkyoku“ (円空遁走曲) – „Musikalische Fuge unter dem Himmel“. In den 1960er Jahren schrieb Iizawa Radio- und Fernsehstücke für Kinder. Sein populärstes Bühnenstück wurde „Mō hitori no hito“ (もう一人のヒト) – „Eine weitere Person“ (1970), eine Satire auf die japanische Führung während des Weltkriegs. 1978 kam „Yoru no warai“ (夜の笑い) – „Gelächter am Abend“ zur Aufführung.
Iizawas Aktivitäten reichten von Theaterstücken und Musicals bis hin zu Kyōgen, Kabuki, Shinpa (新派) – die Neue Theaterrichtung, und zu populären Stücken. Seine Werke waren reich an Anspielungen auf aktuelle Angelegenheiten und zeigten seinen angriffslustigen Geist. Er ist auch als Meister der Kurzgeschichten und als Literaturkritiker bekannt. Er war Mitglied der Japanischen Akademie der Künste.

## Auszeichnungen (Beispiele)
- 1967 Yomiuri-Literaturpreis für „Gonin no moyono“
- 1972 Kinokuniya-Theater-Preis
- 1978 Mainichi-Kunstpreis für „Yoru no warai“